# Elisabeth von Staegemann

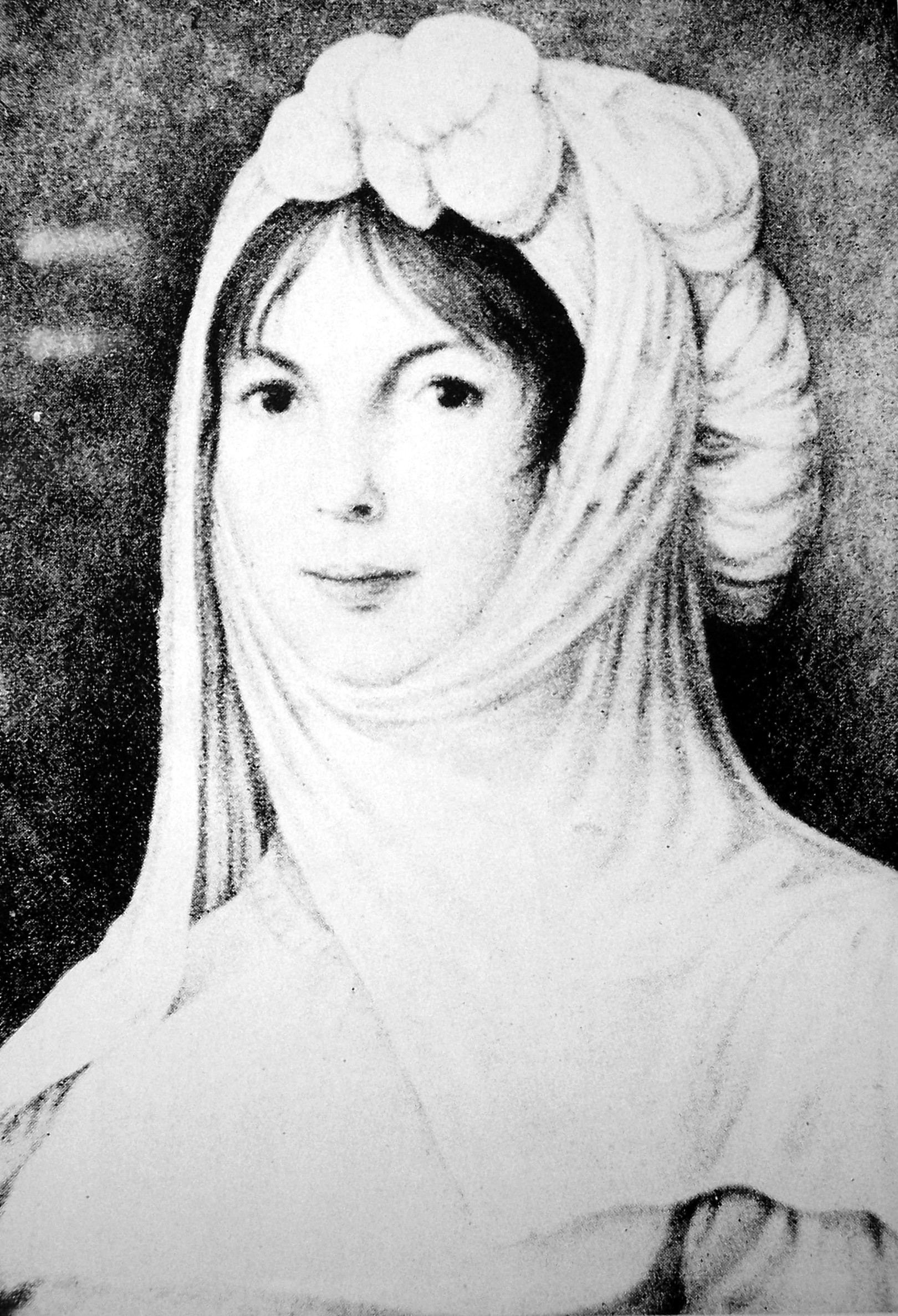
Självporträtt av Elisabeth von Staegemann. Selbstporträt (1808)

Johanna Elisabeth von Staegemann, född 11 april 1761 i Königsberg, Kungariket Preussen, (nuvarande Kaliningrad), död 11 juli 1835 i Berlin, var en tysk författare, målare och salongsvärd. Hon höll salong i Königsberg 1787-1809 och därefter i Berlin.  
Hon var dotter till den preussiska handelsministern och köpmannen Johann Jakob Fischer (död 1786) och Regina Hartung (1734-1805) och växte upp i Königsberg i Ostpreussen. Hon umgicks med Johann Friedrich Reichardt, Immanuel Kant, Theodor Gottlieb von Hippel, Friedrich Gentz och Friedrich August Staegemann. År 1780 gifte hon sig med justitierådet Graun, son till kompositören Carl Heinrich Graun. 
Då maken kallades till Berlin 1787 stannade hon kvar i Königsberg med sina barn och öppnade en salong. Hon skilde sig från Gaun 1795 och gifte om sig med Staegemann. År 1806 flyttade paret till Berlin, men fick återvända samma år med kungafamiljen då Napoleon I erövrade Berlin. Hennes barn var lekkamrater till kungabarnen. 
År 1809 bosatte sig paret i Berlin, där hon öppnade en salong som ersatte Rahel Varnhagens, som nyligen stängts, och blev ledande i Berlins kulturliv. Hon målade en del självporträtt, men betecknade sig själv som amatör. Bland hennes beundrare fanns Heinrich von Kleist. Hennes andre man tillägnade henne många dikter. 
Hennes salong uppfattades som ett mellanstadium mellan upplysningstidens salong och biedermeierepokens. Samhällsklasserna blandades i hennes salong och författare som Kleist, Clemens Brentano och Achim von Arnim understöddes, och mängder av tidens politiker och militärer möttes där. Hon höll salong till sin död, men under 1820-talet överlät hon den i realiteten mer på sin dotter Hedwig på grund av ohälsa.